# دبرا مانک
دبرا مانک (انگلیسی: Debra Monk؛ زادهٔ ۲۷ فوریهٔ ۱۹۴۹) یک هنرپیشه، و بازیگر سینما اهل ایالات متحده آمریکا است.
از فیلم‌ها یا برنامه‌های تلویزیونی که وی در آن نقش داشته‌است می‌توان به وکیل مدافع شیطان، پل‌های مدیسون کانتی، شماره یک: برای پول، باک هوارد بزرگ، مقدمه یک بوسه، الاغ وارونه، بی‌پروا، برای عشق یا پول، بستری از گل‌های رز و اولین باشگاه همسران اشاره کرد.